# Laboe
Laboe [laˈbøː] är en kommun (Gemeinde) och ort i distriktet (Landkreis) Plön i nordöstra delen av det tyska förbundslandet Schleswig-Holstein med cirka 5 600 invånare.
Kommunen ingår i kommunalförbundet Amt Probstei tillsammans med ytterligare 19 kommuner.

## Orten
Samhället Laboe ligger vid Kielfjordens mynning i Östersjön, ungefär 19 kilometer nordost om Kiel. Laboe består av flera delar, där de viktigaste är Oberdorf och Unterdorf. Laboe är sedan 1875 en badort (Ostseebad) med en cirka 2 000 meter lång och 50 meter bred sandstrand. I hamnen ligger såväl fiskefartyg som privata fritidsbåtar.

## Sevärdheter
- Laboes marina minnesmärke, internationellt fredsmonument.
- U 995, museiubåt.

## Bilder

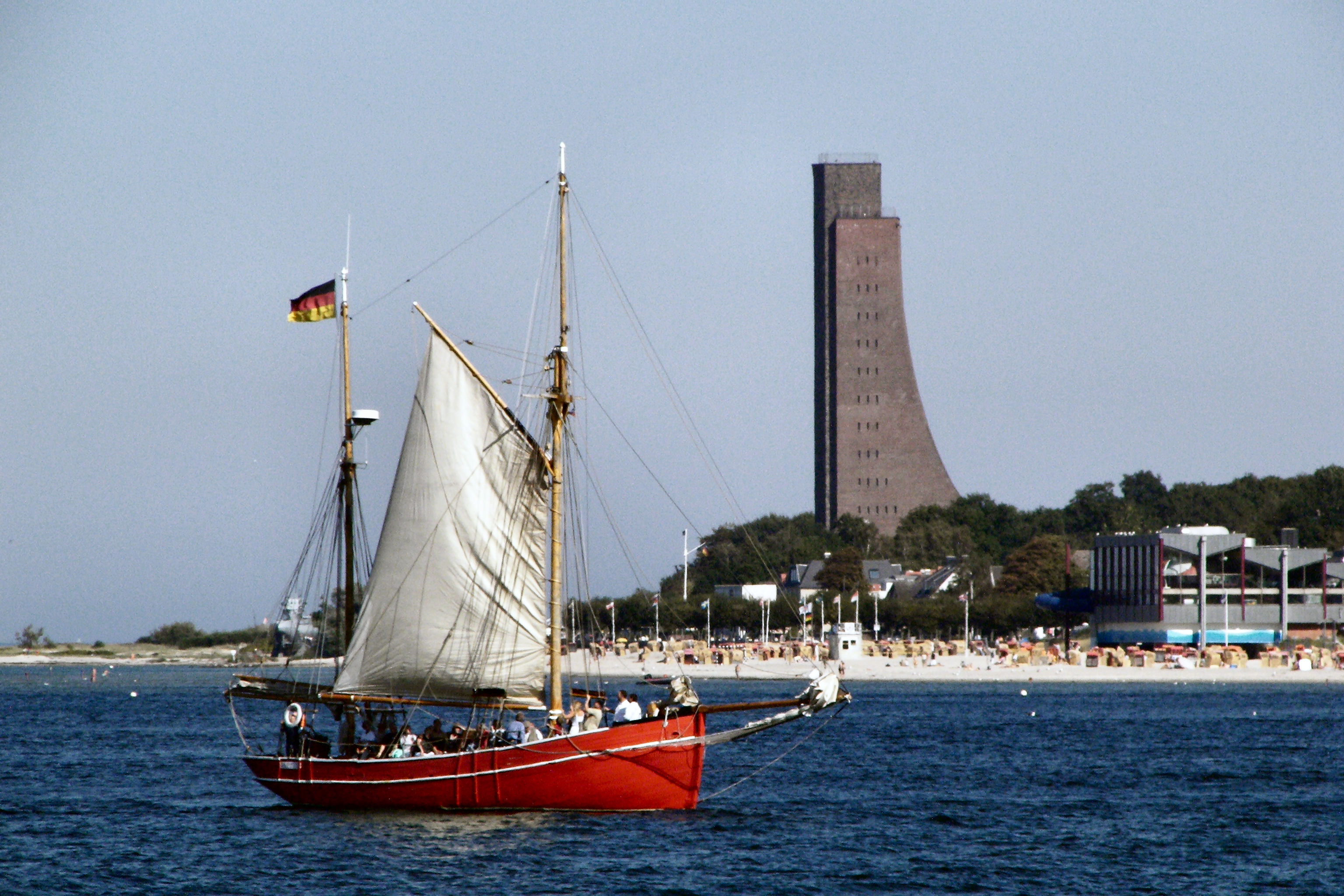
Vy från Kielfjorden
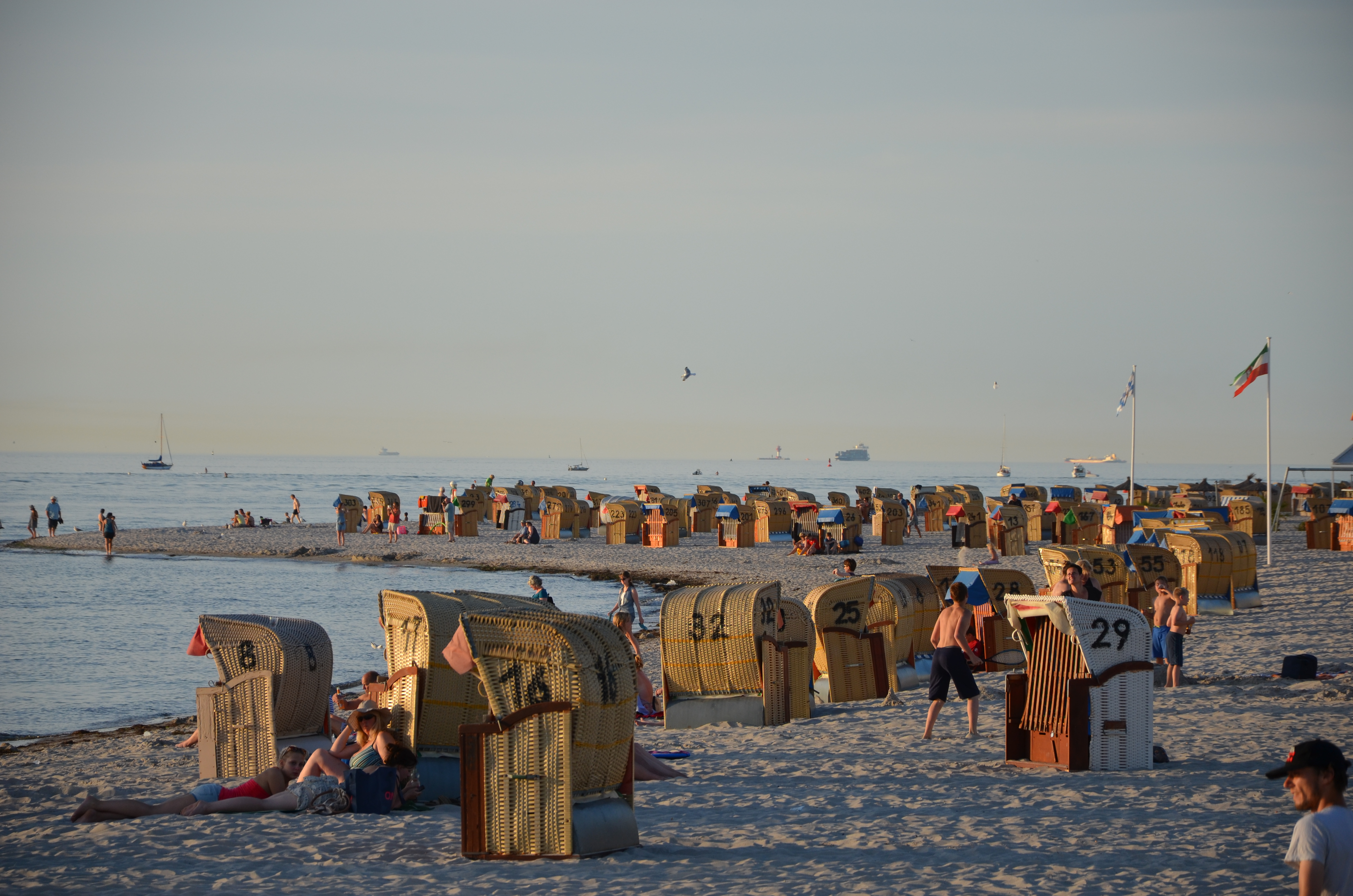
Stranden i kvällssol
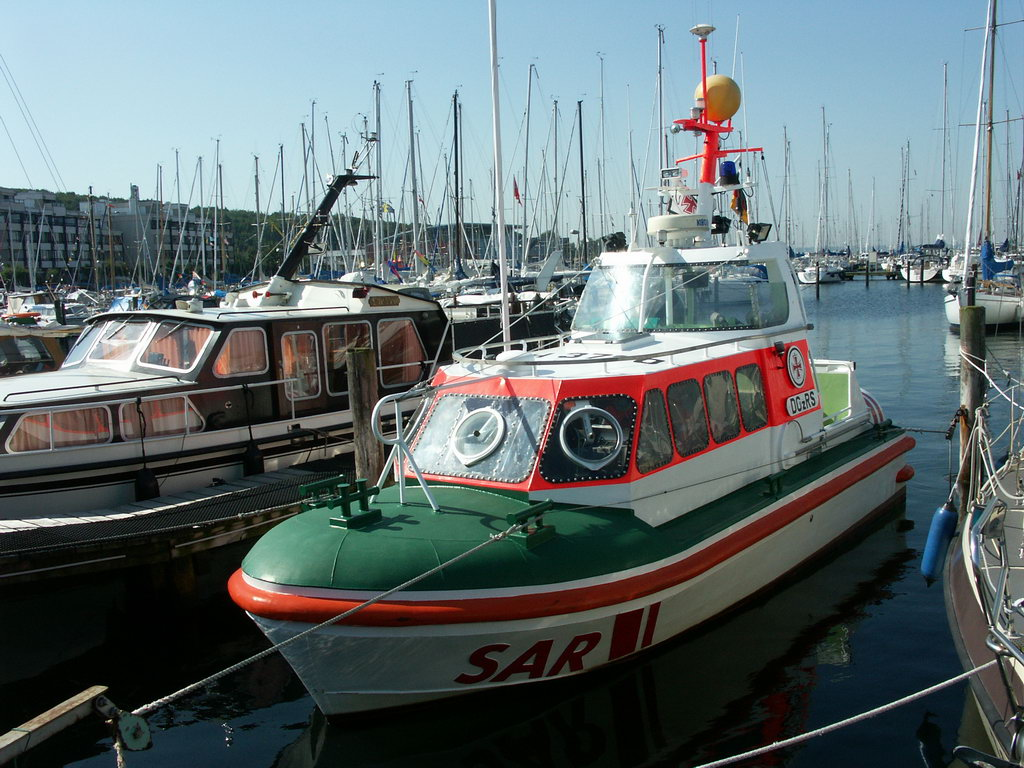
Hamnen
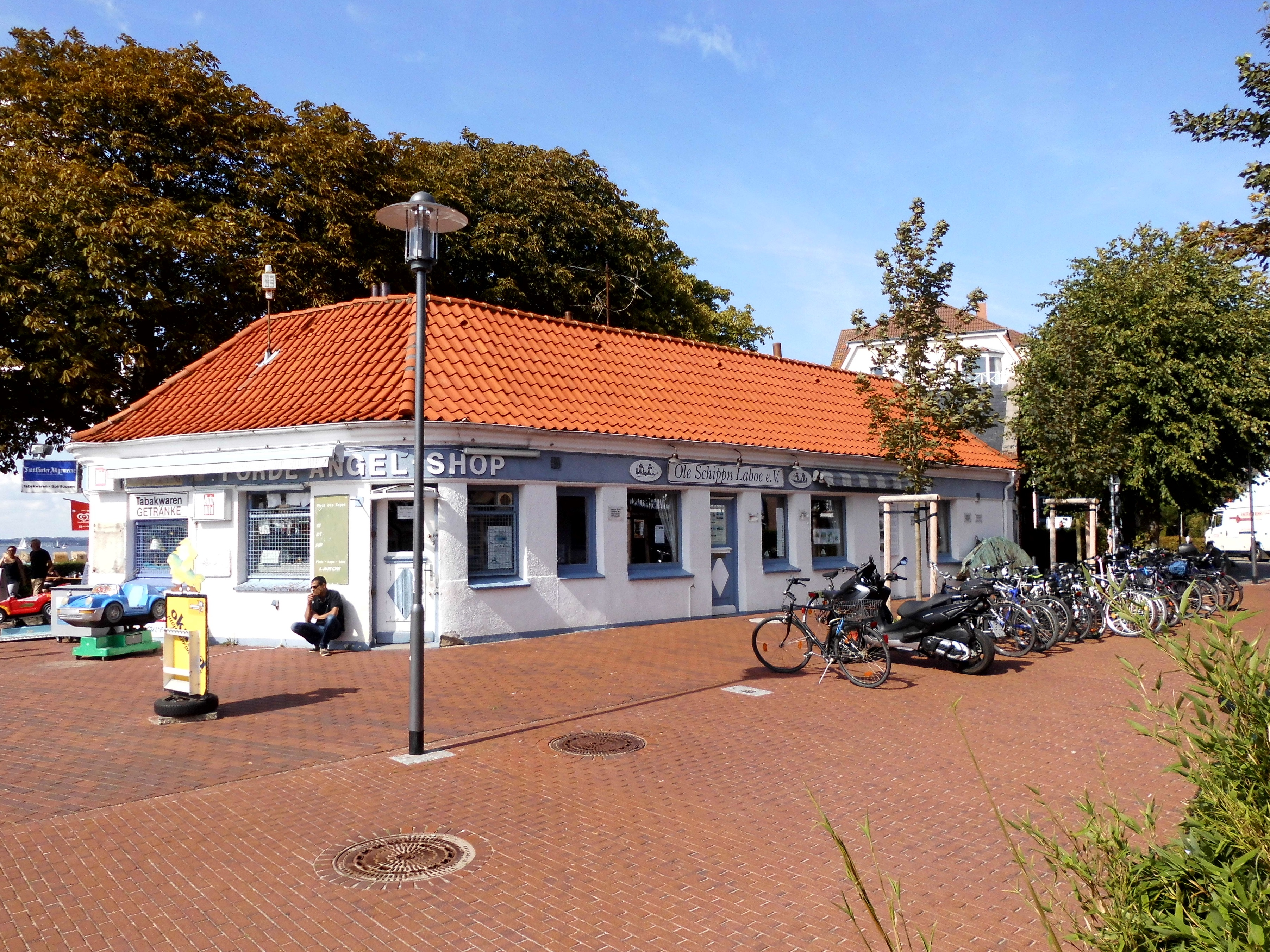
Hamnpaviljongen är ett kulturminne
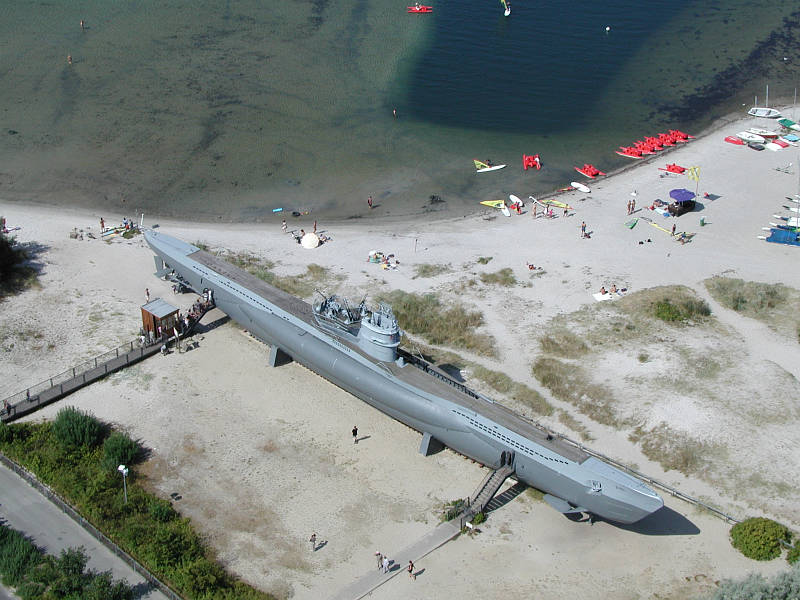
Museiubåt U 995